# Dialeurolonga erythroxylonis
Dialeurolonga erythroxylonis là một loài côn trùng cánh nửa trong họ Aleyrodidae, phân họ Aleyrodinae.
Dialeurolonga erythroxylonis được Takahashi miêu tả khoa học đầu tiên năm 1955.